# فلويد رايس
فلويد رايس (بالإنجليزية: Floyd Rice)‏ هو لاعب كرة قدم أمريكية أمريكي، ولد في 31 أغسطس 1949 في ناتشيز في الولايات المتحدة، وتوفي بنفس المكان في 8 نوفمبر 2011.

## وصلات خارجية
- فلويد رايس على موقع مرجع كرة القدم المحترفة.كوم (الإنجليزية)